# Kap-Faltengürtel

Gefaltetes Gestein, Swartberg Pass, nahe Oudtshoorn, Westkap, Südafrika

Der Kap-Faltengürtel (auch: Cape Fold Belt) ist ein Landschaftstyp in Südafrika, der sich aus der Zusammenfassung einer Mehrzahl von Gebirgen ergibt und die Provinzen Westkap sowie den westlichen Abschnitt von Ostkap prägt. Er besteht aus einer Abfolge aufgefalteter Ablagerungsgesteine und bedeckt große Teile der Südwestecke von Südafrika mit Tafelbergsandstein.

## Berglandschaften des Belts
Der Faltengürtel tut sich hinter den zahlreichen Buchten und Landspitzen des Westkaps auf und erfasst Territorien, die vom Kap der Guten Hoffnung aus ungefähr 400 km in nördlicher und ungefähr 500 km in östlicher Richtung im Hinterland der Küstenstreifen des Atlantischen wie des Indischen Ozeans liegen. Entlang der Garden Route (von Mossel Bay bis Plettenberg Bay) kommt der Belt mit den Outeniqua-Bergen, den Kouga-Moutains und den Tsitsikamma-Bergen nahe an die Küste heran. Vom Ostschenkel der False Bay ziehen die Hottentots Holland-Berge nordwärts, die in die Boland-Berge übergehen. Im Westen liegen die Zederberge. Tiefer im Landesinneren warten ostwärts die Langeberg Mountains und die Swartberge auf. Mit dem Seweweekspoortpiek erreicht der Belt in den Swartbergen seine höchste Erhebung (2325 m).

## Geologie
Der Faltengürtel besteht aus Tafelbergsandstein, mithin einer Sedimentabfolge verschiedener quarzitischer Sandsteine und Schieferformationen. Er erstreckt sich von Nieuwoudtville über die Tafelbergregion bei Kapstadt bis zur Spitze der Kap-Halbinsel und in die Region des weiter entfernten Port Elizabeth. Innerhalb lithostratigraphischer Zusammenhänge Südafrikas gehört der Kap-Faltengürtel zur Tafelberg-Gruppe, die bezüglich ihres Alters dem mittleren Paläozoikum zuzuordnen ist und als Teil der Kap-Supergruppe gilt.
Die heutigen Felsen des Belts haben ihren Ursprung im erdgeschichtlichen Zeitalter des Ordovizium, einem chronostratigraphischen System des Paläozoikums. In dieser Phase erfolgte eine diskordante Aufeinanderlagerung der Gesteinsschichten. Überlagert wurden hierbei feinklastische Sedimentgesteine wie Silt- und Tonsteine sowie Grauwacken der älteren Malmesbury-Gruppe. Während des Karbon und des nachfolgenden Perm setzte sich die Auffaltung fort und führte zur Verschmelzung zum Superkontinent Pangaea.

## Gebirgsbildung (Zeitalter der Karoo-Supergruppe)

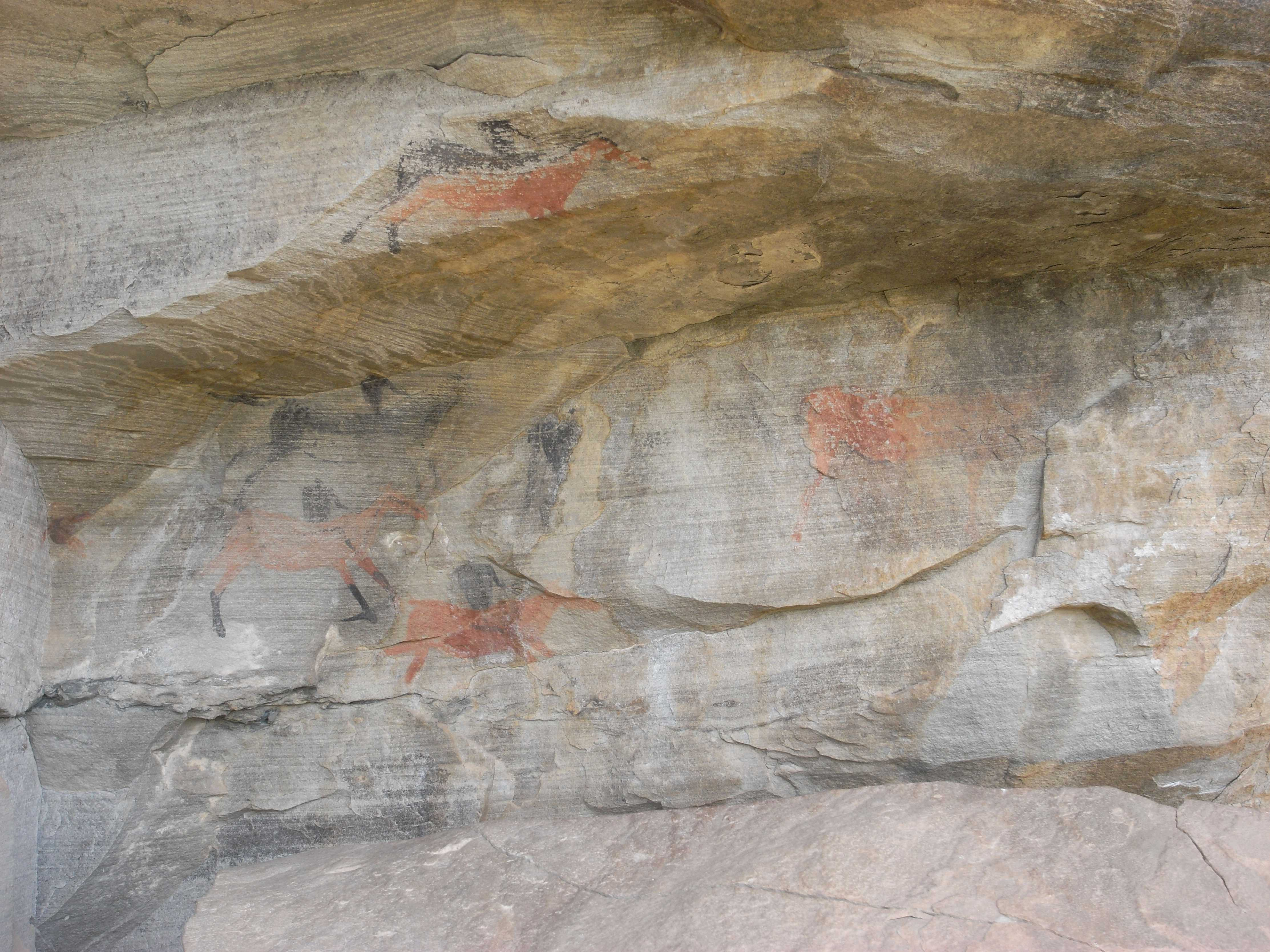
Ein Beispiel für Karoo-Sediment (dichter Sandstein); hier mit Felszeichnungen der San in den grasslands der Amathole-Berge, Südafrika.

Die Berge des Kap-Belts sind trotz ihres Anscheins, den sie vermitteln, nicht besonders alt. Sie entstanden unter den Kollisionskräften bei der Bildung des Superkontinents Pangaea vor etwa 300 Millionen Jahren während des Perm. Ihre Struktur ist aufgrund quarzhaltigen Sandsteins und toniger Schieferformationen sehr wetterfest. Schwemmböden an den Meeresküsten sowie Fluss- und Seeufern füllten im Quartär die entstandenen (tief geschnittenen) Täler auf.
Vor 300 bis 200 Millionen Jahren bildete sich die Karoo-Supergruppe. Sedimentbildungen innerhalb dieser Supergruppe begannen im Karbon mit den glazialen Ablagerungen der Dwyka-Gruppe (Dwyka-Tillite). Massive Faltungsbewegungen waren dafür ursächlich. Marine Sedimente lagerten sich darüber. Über diese Schichten lagerten sich fluviale Sedimente. Diese Überlagerungen ergaben zunächst die Ecca- und später die Beaufort-Gruppe. Die offen liegenden Sedimentabfolgen der Beaufort-Gruppe sind witterungsanfällig. Sie brechen leicht auf und bilden nur geringmächtige Böden aus Sanden und Schluffen. Intensive Bodennutzung verstärkte diese Entwicklung und es entstanden Erosionsrinnen (Gullys). Durch die Bodenerosion werden wertvolle Ökosysteme und landwirtschaftliche Flächen zerstört. Zusätzlich belastet der durch Oberflächenwasser hinweggespülte Boden die Fließgewässer mit großen Mengen an mineralischen Schwebstoffeinträgen, die Staudämme und andere wasserwirtschaftliche Anlagen funktionsunfähig machen können. Wichtige aufgefundene fossile Reptilienarten in dieser Gruppe sind Cistecephalus (Dicynodontia), Cynognathus, Eodicynodon, Lystrosaurus, Pristerognathus, Procolophon, Tapinocephalus und Tropidostoma.
Zuletzt überdeckten heftige Lavaergüsse der Drakensberg-Formation die bereits vorhandenen Sedimente, sodass sich letztlich Sedimentschichten über Sedimentschichten lagerten und dabei verdichteten. Durch den Zerfall von Gondwana stiegen zuletzt heftige Magmen auf und Vulkanismus setzte ein. Dabei entstanden extreme Temperaturen. Ebenso extrem war der Druck auf das Gesteinsmaterial, sodass die sich überlagernden Sedimentschichten enorm verfestigt wurden, sich verdrehten und Antiklinale bildeten. Noch heute bezeugt das Landschaftsbild des Kap-Faltengürtels diese Prozesse in bisweilen spektakulärer Weise.
Auffällig ist, dass diese sedimentären Strukturen oft parallel zu den Küstenlinien verlaufen, was darauf zurückzuführen ist, dass während des Jura, vor etwa 120 Millionen Jahren, durch das Auseinanderbrechen des alten Urkontinents Gondwana in die afrikanische und die südamerikanische Kontinentalmasse, gewaltige Reibungskräfte entlang ihrer Verlaufsrichtung auftraten. Das heutige Patagonien lag bis dahin westlich vom heutigen Kapstadt und die Falkland-Inseln südlich davon. Mit der Absenkung der kontinentalen Kruste an den beiden Ozeanen schloss die Karoo-Supergruppe in der Zeit des Überschnitts von Jura zu Kreide ab.

## Landschaften des Kap-Faltengürtels

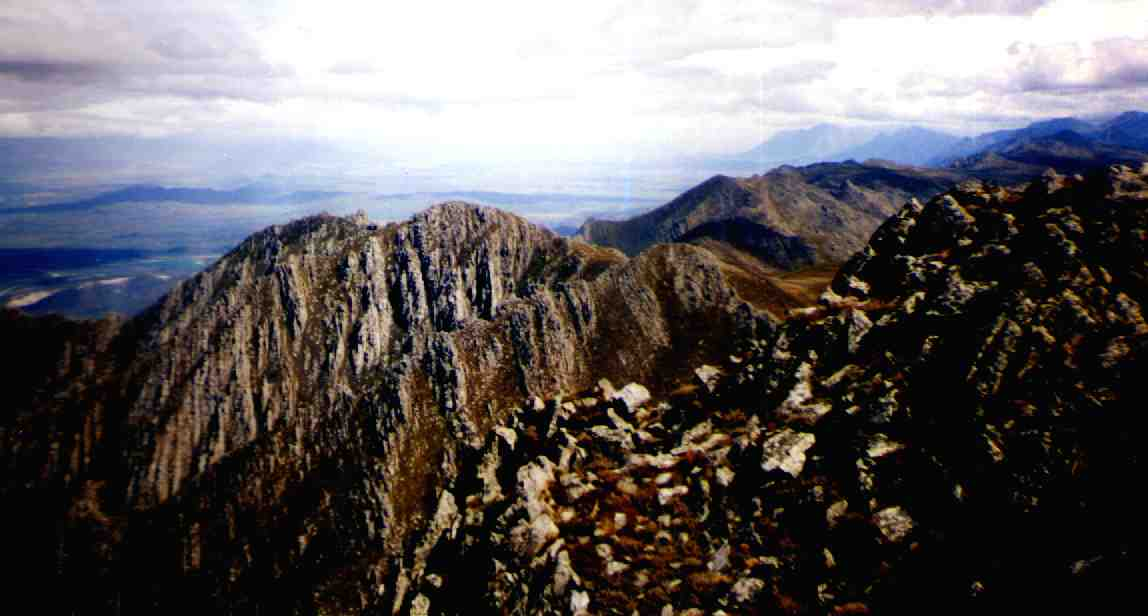
Cape Fold Belt im Keerom Koo, nahe Robertson

- Zederberge
- Olifants River Mountains
- Piketberg (Piketberg)
- Winterhoekberge
- Skurweberge
- Hex River Mountains
- Du Toitskloof Mountains
- Drakenstein-Berge (Drakenstein)
- Simonsberg
- Hottentots-Holland Mountains
- Kogelberg
- Stettynsberge
- Langeberg
- Riviersonderend Mountains
- Kleinrivier Mountains
- Witteberge
- Swartberge
- Outeniqua-Berge
- Langkloof Mountains
- Kouga Mountains
- Tsitsikamma Mountains
- Baviaanskloof
- Zuurberge

## Klima
Das Klima des Kap-Faltengebirges ist subtropisch mediterran mit regenreichen Wintern, wobei sich ostwärts Spitzenregenzeiten zum Beginn des Frühjahrs und Herbstende feststellen lassen. Auf Höhe von Port Elisabeth am Ostrand des Belts lassen sich gleichmäßige Ganzjahresniederschläge messen. Bis zu 2500 mm Niederschlag sind dort im Jahresdurchschnitt zu erwarten. Westwärts nehmen die Niederschläge im Küstenbereich ab, da die Outeniqua- und die Tsitsikamma-Berge wie eine Wetterscheide wirken. Dort fallen in der Umgebung durchschnittlich maximal 750 mm Regen. Landeinwärts (insbesondere im Westen des Belts) verringern sich die Niederschlagsmengen auf 400 mm im Jahr.
Die Wasserabläufe sind oligotroph. Nur wenige Nährstoffe sind darin gebunden, was lediglich geringe organische Produktion zulässt. Geschuldet ist dieser Umstand den geomorphologischen Voraussetzungen, die der Tafelbergsandstein hergibt. Das klare aber saure Wasser weist oft pH-Werte um 4,3 auf. Hierauf weisen auch die Vegetationsformationen hin, die sich oft in Sklerophyllen und Heidelandschaften erschöpfen.

## Fauna/Flora
Das verhältnismäßig saure Wasser des Kap-Faltengebirges lässt in den Gewässern keine Artenvielfalt zu. Endemische Karpfenfische, Galaxien, zwei Arten von Kap-Buschfischen und eine Reihe von Vertretern der Gattung Barbus. Isolationsprozesse haben in der Gattung Pseudobarbus zu allopatrischer Artbildung geführt. Auf Zeiten, die bereits vor dem Teilungsprozess Gondwanas lagen, entwickelten sich in der Kapregion die teils endemischen Habitate für Insekten, Gliederfüßer, Kleinlibellen, Fluginsekten, wie Steinfliegen und Amphibien wie Gespenstfrösche.
Typische Botanik sind Sauergrasgewächse wie Simsen, Thurniaceae aus der Familie der Süßgrasartigen und Dicranaceae aus der Familie der Laubmoose. Weiterhin wird die Vegetation durch Berg-Fynbos dominiert, Silberbaumgewächse, Silberbäume, Seifenbaumgewächse, Korbblütler, Spindelbaumgewächse und Felder von Zuckerbüschen. Daneben treten in höheren Regionen der Berge, Rooibos, Rittersporne, Rautengewächse und Orchideen.